# Crocus paschei
Crocus paschei là một loài thực vật có hoa trong họ Diên vĩ. Loài này được Kerndorff miêu tả khoa học đầu tiên năm 1993 publ. 1994.